# 詹姆斯·E·坎特里尔
詹姆斯·E·坎特里尔（James Edwards Cantrill，1839年6月20日—1908年4月5日），美国政治人物、肯塔基州副州长。
他出生于肯塔基波旁县。美国内战期间，作为“摩根的人” 进入美国联邦骑兵团。内战结束后，他当选为第22任肯塔基州副州长，任期是1879年至1883年。

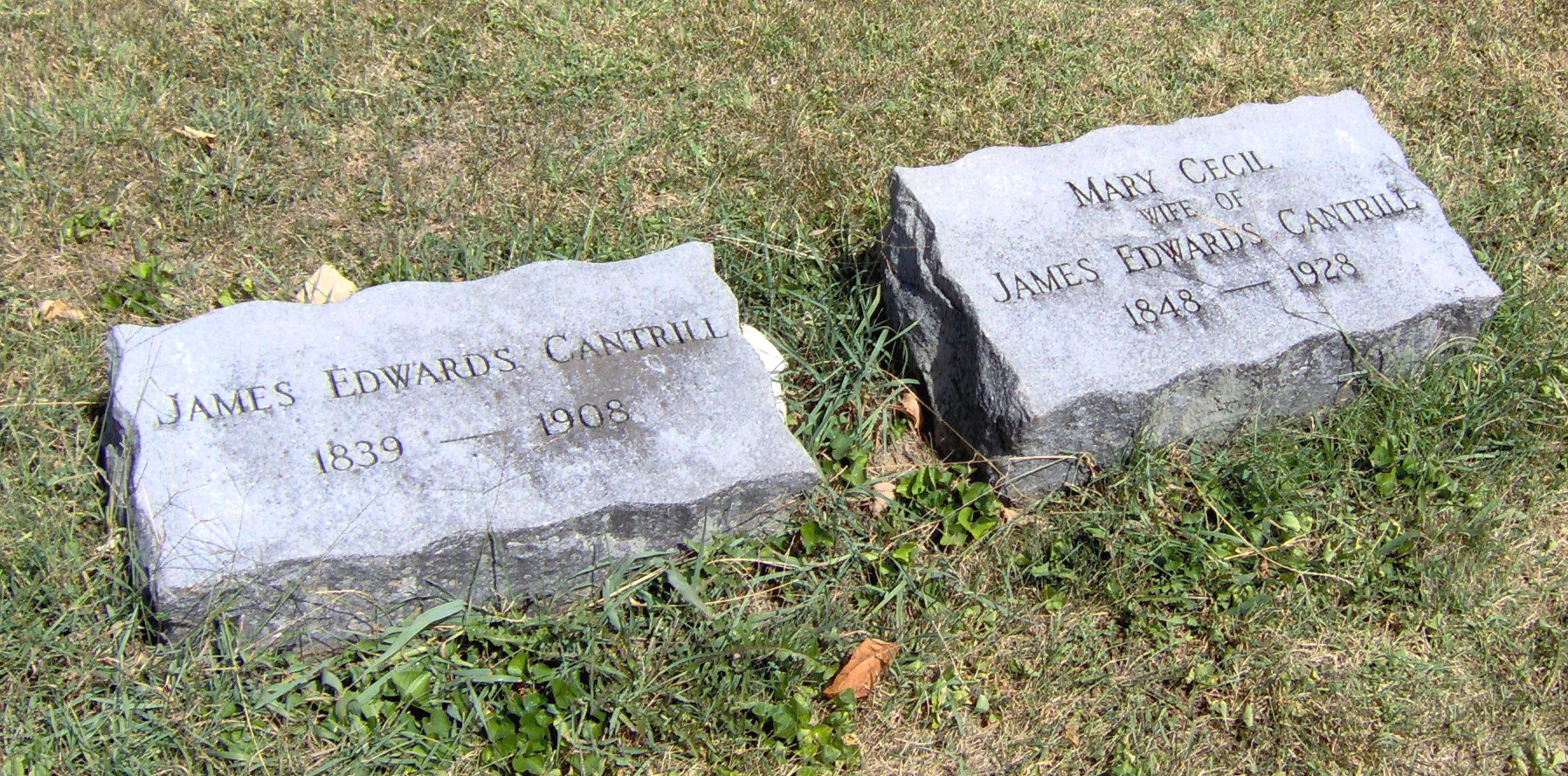
詹姆斯·E·坎特里尔和妻字之墓

在他任内，大盗杰西·詹姆斯在凯夫城抢夺了一辆马车，并从法官R·H·诺德垂手中夺取黄金手表、从他女儿手中夺取钻石项链。坎特里尔发布了1,500美元的通缉令，不过因为詹姆斯被射杀于自己同党，所以这笔资金并没有被授予。
坎特里尔趣玛丽·塞西尔为妻。他死于1908年乔治城。